# ハンス・ベルメール
ハンス・ベルメール（Hans Bellmer [ˈbɛlmɐ], 1902年3月13日 - 1975年2月24日）は、ドイツ出身の画家、グラフィックデザイナー、写真家、人形作家。ドイツ帝国のカトヴィッツ（現在のポーランド領カトヴィツェ）出身。
ナチ党の政権掌握後の1930年代中頃に、等身大の創作人形を制作・発表したことで知られる。芸術家としても超現実主義者（シュルレアリスト）に分類されるベルメールだが、ドイツの情勢を支持する仕事はしないと宣言し、ナチズムへの反対を表明した。関節人形の制作にあたっては、人体を変形させた形態と型破りなフォルムにあらわれているように、当時ドイツで盛んだった「健全で優生なるアーリア民族」を象徴する行き過ぎた健康志向を批判したものである。ベルメールの斬新な作品は、アンドレ・ブルトンら当時のパリのシュルレアリストには受け入れられ歓迎された。1934年、少女の関節人形の白黒写真10枚を収めた『人形』(Die Puppe)をドイツで自費出版する。その写真は、初めて作った人形を背景の前に置き、活人画のシリーズとして撮影したものであった。
日本においては、1965年に雑誌『新婦人』で澁澤龍彦がベルメールの球体関節人形を紹介したのが、作品が広く知られるきっかけになった。

## 略年譜
- 1902年 シュレージエン地方カトヴィッツにて裕福な技師の長男として生まれる。
- 1921年 父親に対しての反抗的態度のため、一時期矯正目的のため、炭坑や製鉄所での労働を強いられる。
- 1923年 父親のすすめでベルリン工科大学に入学。
- 1924年 ダダイストのジョージ・グロスやオットー・ディクス、ジョン・ハートフィールドとの交遊が始まり大学を中退。植字工見習いとして働き始め、小説の表紙や挿絵を手がける。
- 1926年 ベルリン郊外のカールスホルストに印刷やデザインを請け負う事務所を開く。
- 1928年 一度目の結婚。
- 1932年 妻マルガレーテの病気療養のためチュニジアとイタリアに滞在。帰途の際コルマールに滞在。その際マティアス・グリューネヴァルトの『イーゼンハイム祭壇画』を見て深い感銘を受ける。秋、ベルリンでオッフェンバック作曲のオペラ『ホフマン物語』(原作:E.T.A.ホフマン、演出:マックス・ラインハルト)を観る。ホフマンの短編小説『砂男』にもとづく第二幕に美しい自動人形の少女オランピアが登場し、ベルメールを触発した。
- 1933年 ナチスによる政権掌握。抗議のため社会貢献としての職業を放棄。フリーのアーティストとなる。最初の人形制作に着手。皮膚が破れ、もとの木枠をむき出しにした状態の人形であった。この時点ではまだ球体関節を持った人形は制作されていない。
- 1934年 写真集『人形』を自費出版で刊行。アンドレ・ブルトンらパリのシュルレアリストの賞賛を受け、シュルレアリスム機関誌『ミノトール』の表紙を飾る。
- 1935年 2月、パリに滞在し、ポール・エリュアールやアンドレ・ブルトンと出会う。シュルレアリスム・グループ展へデッサンを出品。3月、ドイツに帰国。ベルリンのカイザー・フリードリヒ美術館にて展示されていた16世紀のドイツの球体関節を持った木製の人形と出会い、人形制作のインスピレーションを得る。球体関節人形を制作。
- 1936年 『人形』フランス語版を刊行。ロンドンやニューヨークなど多くのシュルレアリスム展へ出品。翌37年には東京のシュルレアリスム国際展にも出品。雑誌『みずゑ』にも写真作品が掲載される。
- 1938年 2月、病気がちだった妻マルガレーテ死去。春にはナチスの脅威を逃れパリへ移住。マルセル・デュシャンやマックス・エルンスト、イヴ・タンギーらと出会う。
- 1939年 9月、第二次世界大戦勃発。ドイツ国籍のベルメールは同じくドイツ国籍のマックス・エルンストと共に南仏のミユ収容所に抑留される。後にベルメールはエルンストの肖像画を残している。翌40年解放され南仏カストルにとどまる。
- 1942年 フランス人女性マルセル・セリーヌ・シュテールと再婚。翌年双子の女児をもうける。
- 1946年 一時期往信不通であったドイツの家族との連絡が再開。父の死を知る。ジョルジュ・バタイユの小説『眼球譚』の銅版画による挿画に取りかかる。
- 1947年 2番目の妻との離婚。パリにてはじめての個展。
- 1949年 ポール・エリュアールの詩とベルメールの写真から成る『人形の遊び』刊行。
- 1953年 戦後初めて母国ドイツに一時滞在。女流作家ウニカ・チュルンとの交際が始まり翌54年よりパリで同棲生活に入る。
- 1957年 著書『イマージュの解剖学』刊行。散文体で記された文章のなかに、自身の作品における身体と、言語実験や精神病理学の関連への言及がみられる。その多くは39年の収容所時代に執筆されたものであった。日本語版は1975年種村季弘による翻訳で刊行される。
- 1958年 ウニカをモデルとした緊縛写真を撮影し、その中の一点が『シュルレアリスム・メーム』誌の表紙を飾る。
- 1959年 母の死。ベルリンに一時期滞在。
- 1961年 銅版画集『サドに』刊行。
- 1965年 ジョルジュ・バタイユ『マダム・エドワルダ』の挿画を手がける。
- 1969年 脳卒中で倒れ入院。半身不随となる。
- 1970年 1957年頃より統合失調症の症状を示し入退院を繰り返していた恋人ウニカ・チュルンの投身自殺。
- 1971年 パリ、国立現代美術センター（CNAC）で大規模な回顧展。
- 1975年 癌により没。パリ・シカゴ・ジュネーヴにてベルメール展。

## 日本語版の著書・写真集・伝記
- ハンス・ベルメール 『イマージュの解剖学』 種村季弘・瀧口修造訳

河出書房新社 1975年、復刊1992年
- 『ザ・ドール ハンス・ベルメール人形写真集』巖谷國士解説

トレヴィル 1995年／復刊 エディシオン・トレヴィル 2004年、新装版2011年
- 『ハンス・ベルメール写真集』 アラン・サヤグ編著、佐藤悦子訳

リブロポート 1992年／復刊 ブッキング  2004年
- 『ハンス・ベルメール』 サラーヌ・アレクサンドリアン、澁澤龍彦訳

河出書房新社〈シュルレアリスムと画家叢書〉第2巻（全6巻）。1974年、新装版2006年
- 『澁澤龍彦翻訳全集 14』（河出書房新社、1997年）にも収録

- 『死、欲望、人形　評伝ハンス・ベルメール』国書刊行会、2021年

ピーター・ウェブ／ロバート・ショート、相馬俊樹訳